# United Cup
Der United Cup ist ein Tenniswettbewerb für Nationalmannschaften, bestehend aus Damen und Herren, die im Einzel und im Mixed antreten. Er ist Bestandteil sowohl der WTA Tour als auch der ATP Tour und wird zum jeweiligen Saisonauftakt der Tour ausgetragen. Veranstaltet wird das Turnier gemeinsam von der Association of Tennis Professionals (ATP) und der Women’s Tennis Association (WTA) in Kooperation mit Tennis Australia. Der United Cup ersetzte den ATP Cup.

## Austragungsorte
Gespielt wird in den drei australischen Städten Brisbane (Pat Rafter Arena, 2023), Perth (RAC Arena) und Sydney (Ken Rosewall Arena). Das Final Four findet in Sydney statt.

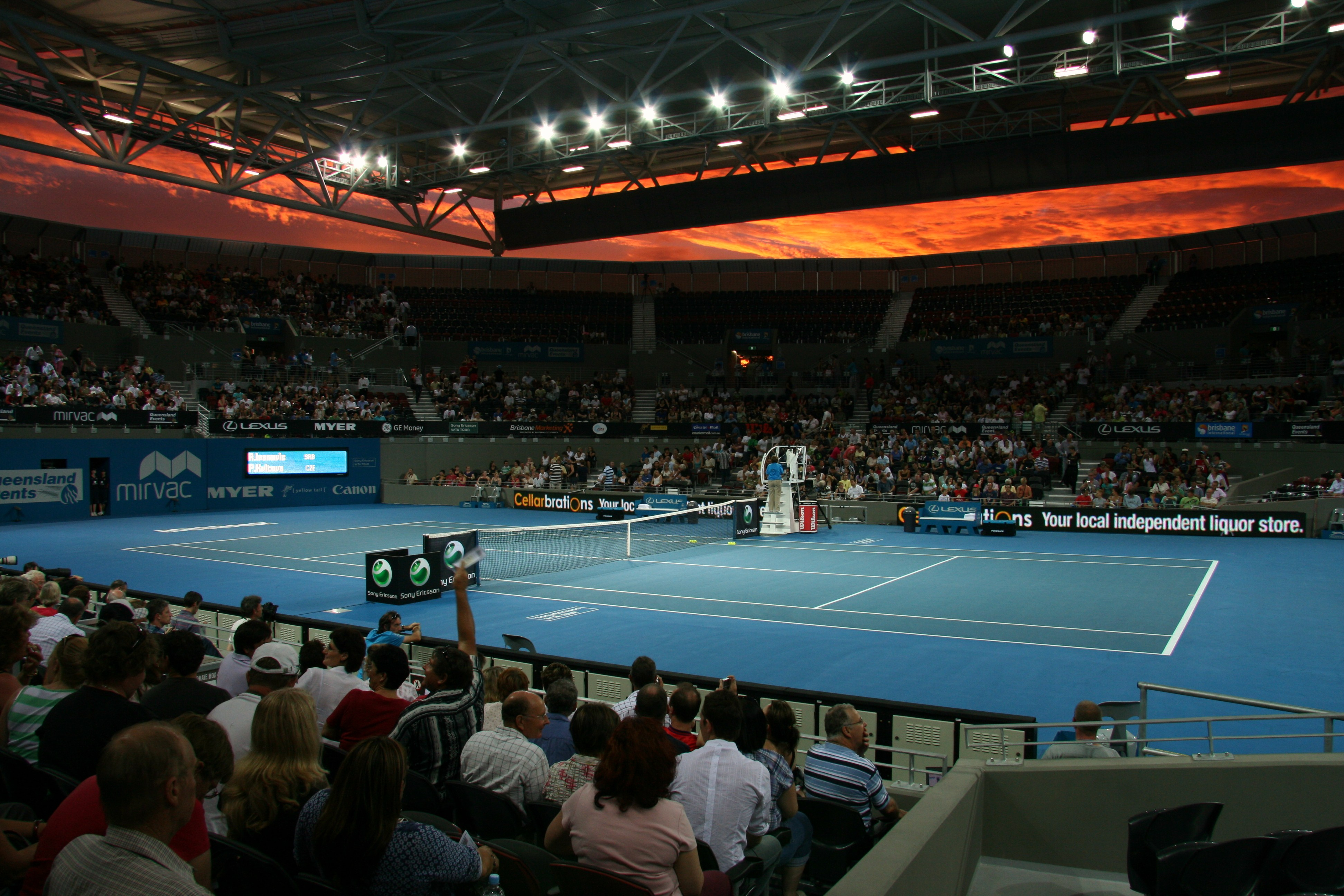
Queensland Tennis Centre (Pat Rafter Arena), Brisbane
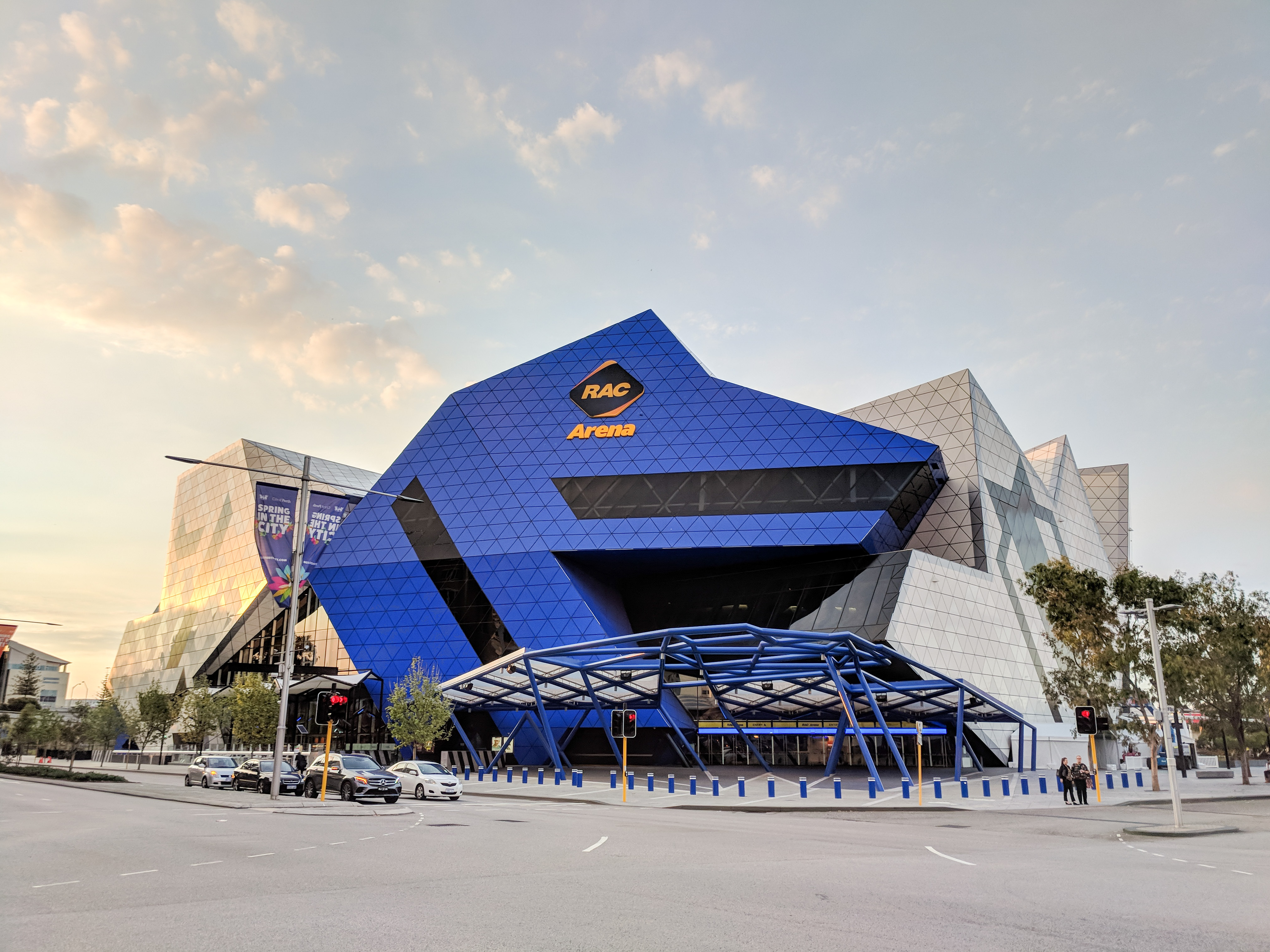
Perth Arena (RAC Arena), Perth
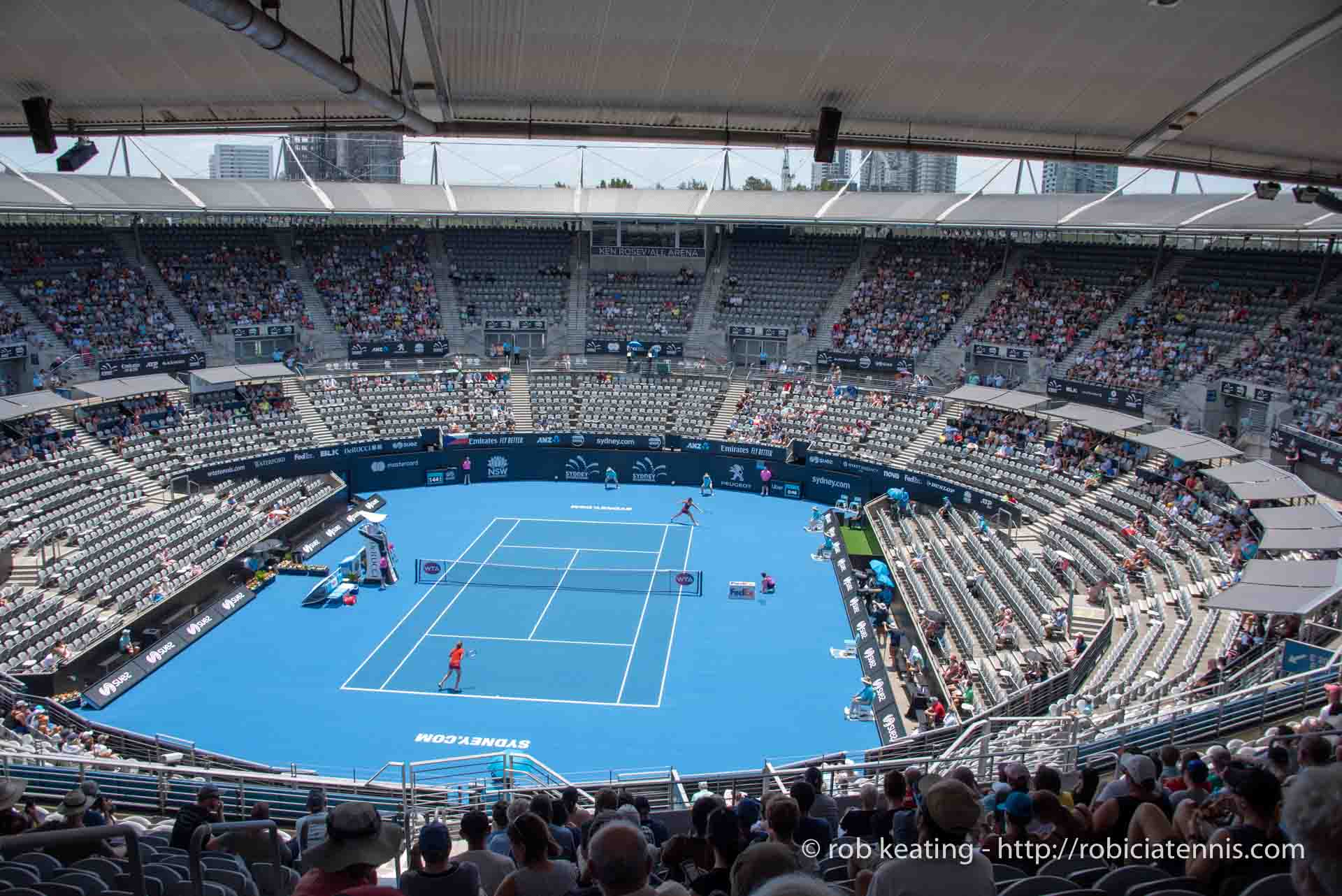
NSW Tennis Centre (Ken Rosewall Arena), Sydney

## Siegerliste
| Austragung | Teilnehmer | Spielorte               | Sieger             | Finalgegner | Ergebnis |
| ---------- | ---------- | ----------------------- | ------------------ | ----------- | -------- |
| 2025       | 18         | Perth, Sydney           | Vereinigte Staaten | Polen       | 2:0      |
| 2024       | 18         | Perth, Sydney           | Deutschland        | Polen       | 2:1      |
| 2023       | 18         | Brisbane, Perth, Sydney | Vereinigte Staaten | Italien     | 4:0      |

## Qualifikation
Für jede Nation wird das beste ATP- und WTA-Ranking auf der Tennisweltrangliste betrachtet. Die sechs Nationen mit dem besten ATP-, WTA- und der Summe von ATP und WTA-Ranking sind qualifiziert. Australien ist gesetzt.

## Modus
Im ersten Jahr traten an drei Spielorten jeweils zwei Gruppen von drei Nationen in einer Round-Robin-Runde an. Dabei spielten zwei Damen und zwei Herren sowie ein Mixed-Team. Die beiden Gewinner der Gruppen pro Austragungsort spielten anschließend gegeneinander. Die Sieger sowie der beste Zweitplatzierte spielten in Sydney in der Finalrunde. Ab 2024 wurde nur noch in den beiden Stadien in Perth und Sydney gespielt. Der Modus war zudem ab 2024 so wie beim Hopman Cup, bei dem nur je ein Damen- und Herrenmatch gespielt wurden. Bei Gleichstand entscheidet das Mixed-Doppel über den Sieg.

## Weltranglistenpunkte
Es werden jeweils maximal 500 Weltranglistenpunkte für WTA und ATP vergeben, und zwar nach folgenden Regeln:
| Runde         | Punkte pro Sieg gegen Gegner mit Ranking | Punkte pro Sieg gegen Gegner mit Ranking | Punkte pro Sieg gegen Gegner mit Ranking | Punkte pro Sieg gegen Gegner mit Ranking | Punkte pro Sieg gegen Gegner mit Ranking | Punkte pro Sieg gegen Gegner mit Ranking | Punkte pro Sieg gegen Gegner mit Ranking |
| Runde         | Nr. 1–10                                 | Nr. 11–20                                | Nr. 21–30                                | Nr. 31–50                                | Nr. 51–100                               | Nr. 101–250                              | Nr. 251+                                 |
| ------------- | ---------------------------------------- | ---------------------------------------- | ---------------------------------------- | ---------------------------------------- | ---------------------------------------- | ---------------------------------------- | ---------------------------------------- |
| Finale        | 180                                      | 140                                      | 120                                      | 90                                       | 60                                       | 40                                       | 35                                       |
| Halbfinale    | 130                                      | 105                                      | 90                                       | 60                                       | 40                                       | 35                                       | 25                                       |
| Städte-Finale | 80                                       | 65                                       | 55                                       | 40                                       | 35                                       | 25                                       | 20                                       |
| Gruppenphase  | 55                                       | 45                                       | 40                                       | 35                                       | 25                                       | 20                                       | 15                                       |